# Dzsalál ad-Dín Rúmí
Rumi más jelentéseit lásd: Rumi (egyértelműsítő lap)
Dzsalál ad-Dín Rúmí (gyakran Dzsalaladdin Rumi vagy egyszerűen csak Rúmí), teljes nevén Dzsalál ad-Dín Muhammad Rúmí, modern perzsa kiejtés alapján Dzsalál ad-Din Mohammad Rumi (perzsául: جلال الدین محمد رومی, tudományos átiratban: Ǧalāl ad-Dīn Muḥammad Rūmī; más néven محمد بلخى Muhammad Balẖī; törökül: Celâleddin Mehmed Rumi; Gúrida Birodalom, Balh, 1207. szeptember 30. – Ikóniumi (Rumi) Szultánság, Konya, 1273. december 17.), a legnagyobb perzsa szúfi misztikus, tudós, teológus  és költő. Gyakorta csak arab eredetű, „Mesterünk” jelentésű tiszteleti címén (مولانا – Mawlānā) emlegetik, amely arabosan kiejtve Mauláná, perzsásan Mavláná, török változatban pedig Mevlana.
Leghíresebb műve a Masznaví-je Mánaví (Spirituális párversek), amely óriási hatással volt a szúfi misztikus gondolkodásra és irodalomra. A halála után követői a mavlavíja (mevlevi) nevű rendbe szerveződtek („kerengő dervisek”).

## Életrajza
Az életét, amely három szakaszból állt, ezzel a három kifejezéssel írta le: 
„Nyers voltam, megfőztek, aztán kiégettek”.
Rúmí a szúfizmus egyik legnagyobb és egyben legismertebb költője, gondolkodója.

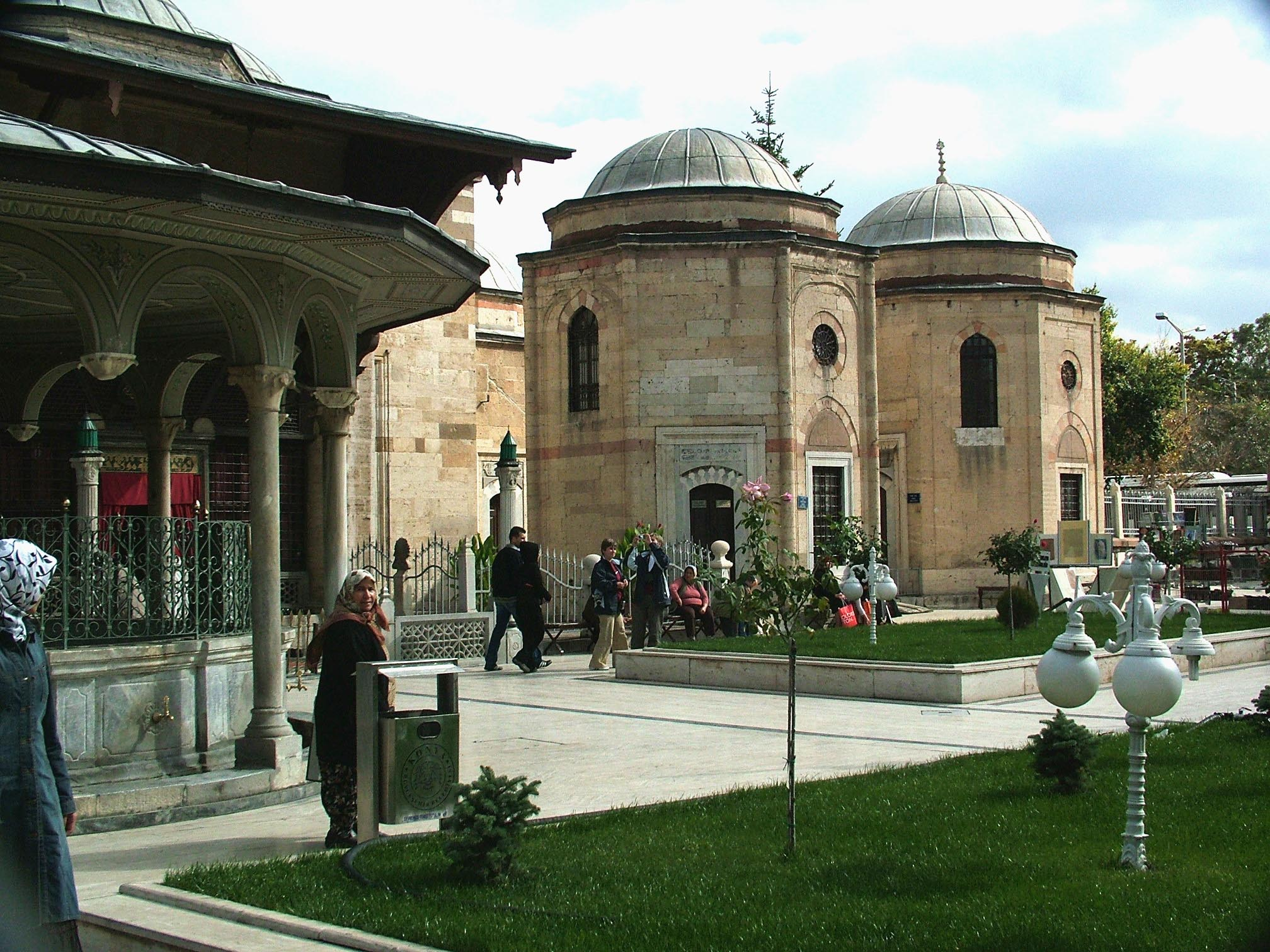
Konya, Mevlana múzeum: Udvari részlet

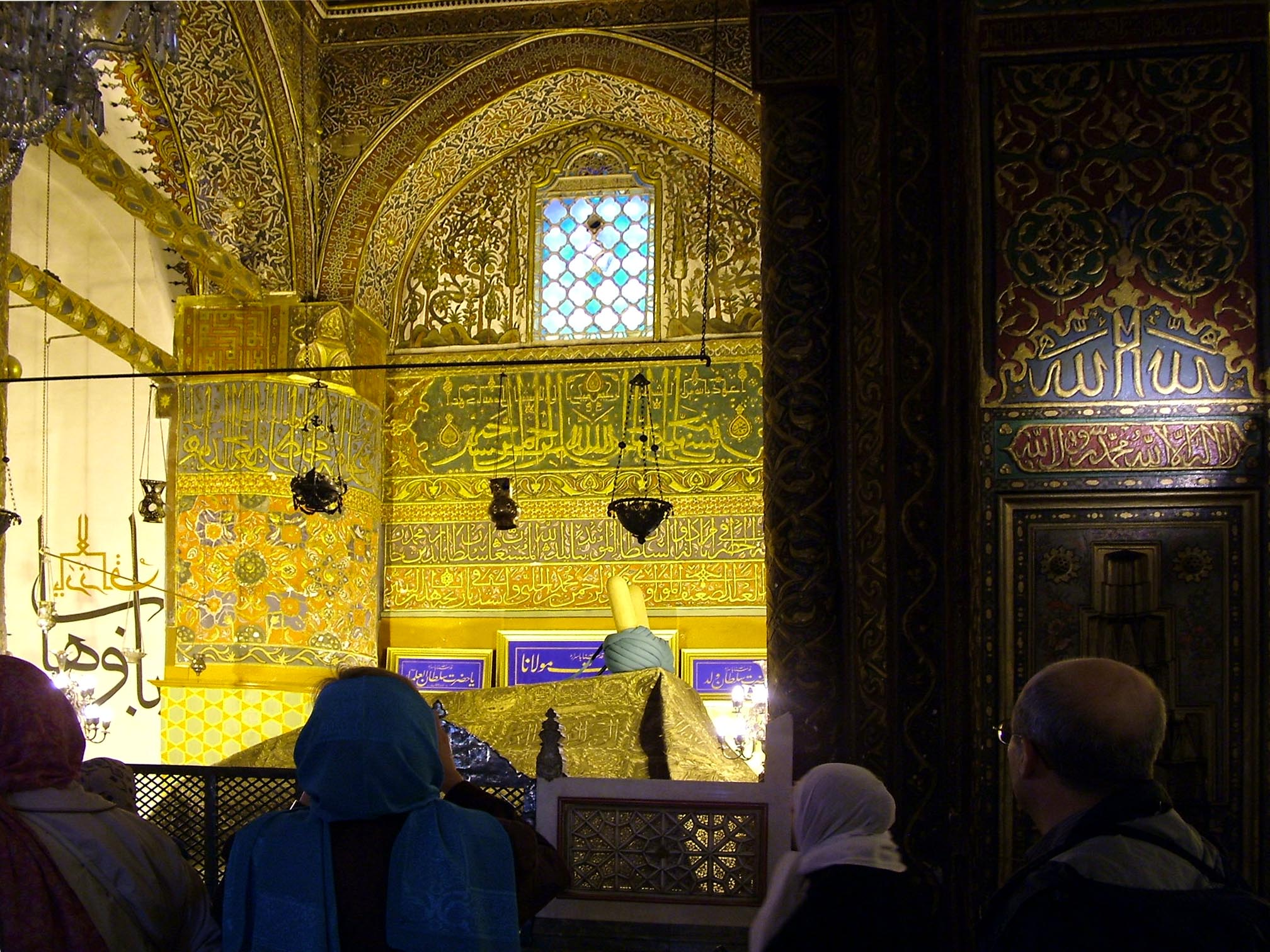
Mevlana Kolostor: Mevlana sírja

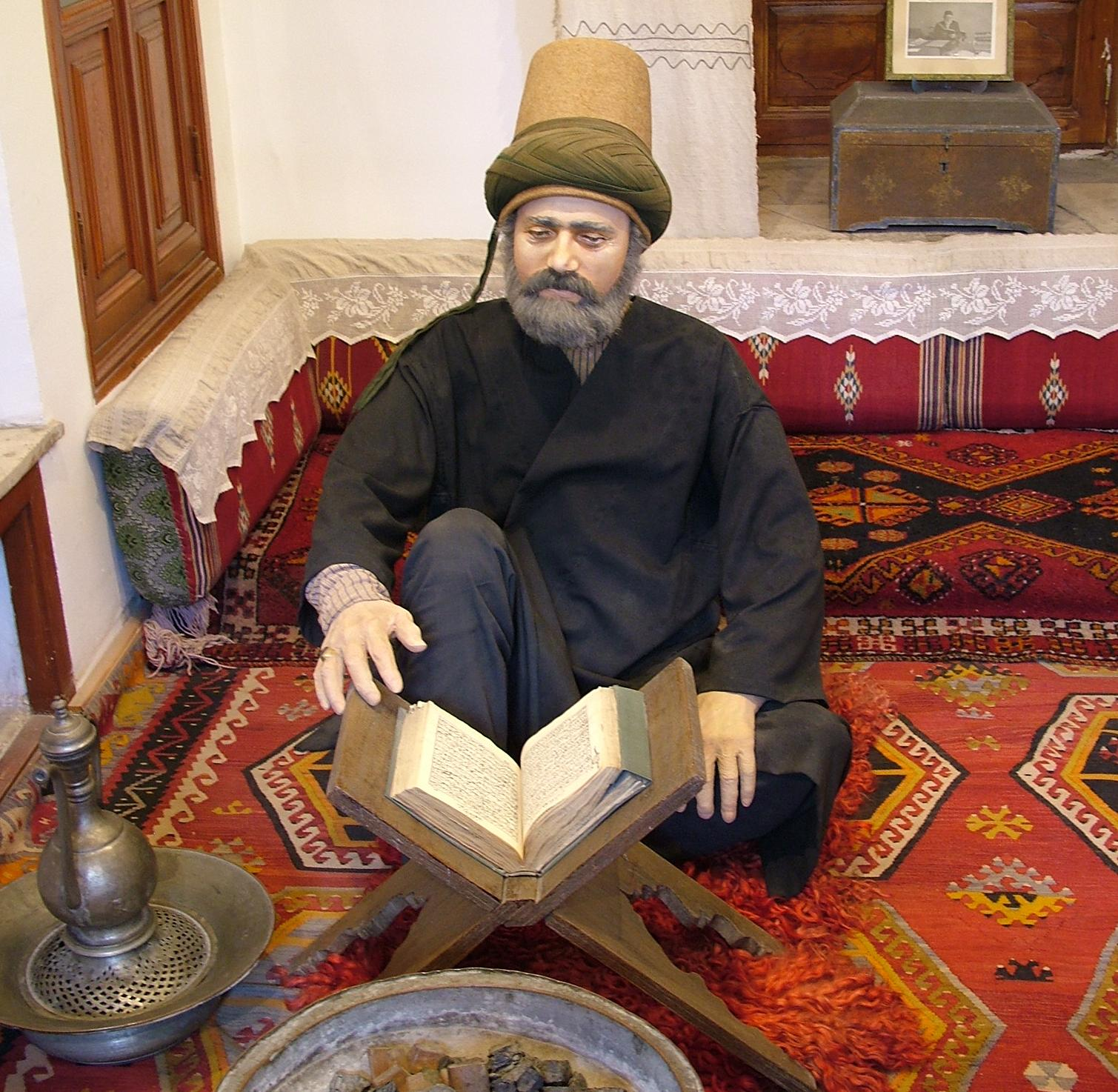
Mevlana Kolostormúzeum: egy cella rekonstruált képe

A Mevlána szó jelentése: a „mi urunk”. Tanítványai és tisztelői már életében ezzel a jelzővel illették Rúmít. 
Az életútja 1207-ben (viták folynak a pontos évszám körül) indult a mai Afganisztán területére eső, akkori Horászán tartomány, Balh nevű falujából. Apja, Bahá ad-Dín Valad nagy tekintélyű tanítómester volt, aki mindent megtett fia tudásának, műveltségének magas szintre emeléséért. Amikor azonban népszerűsége olyan méreteket öltött, hogy ellenfelei nem tudták tovább elviselni, azzal vádolták meg egy, az uralkodóhoz írt levélben, hogy azért törekszik befolyásának állandó növelésére, hogy végül a trónt is megkaparintsa.
Ekkor Bahá ad-Dín Valad családjával együtt hosszú útra indult. A kis karavánhoz csatlakozott néhány tanítványa is. Mások is az elvándorlás mellett döntöttek, ugyanis ez idő tájt megjelent a pusztító veszedelem, a hódító tatár sereg is. A fiatal Dzsalál ad-Dín Rúmí a vándorlás közben is gyarapította tudását. Neisápurban Farid ad-Dín Attártól; a kor tekintélyes misztikus filozófusától ajándékba kapta az Esrarnáme (a titkok könyve) című művet. Vándorlásának állomásai a következők voltak: Bagdad, Mekka, Medina, majd Jeruzsálem és Damaszkusz. Itt kijelentette: az Isten úgy kívánja, hogy Anatólia legyen az otthonunk.
Anatóliába érkezve először hét évig Larende (a mai Karaman) városában éltek. Mevlana itt házasodott meg, és itt született első és második fia. Ugyanakkor itt halt meg édesanyja. A család 1228-ban I. Aláeddin Keykubad (1192–1237) szultán hívására Konyába költözött, amely akkor a szeldzsukok virágzó fővárosa, a tudományos és kulturális élet központja volt. A kormányzó új iskolát építtetett, ahol apja halála után Mevlána folytatta a tanítást. Közben Rúmí maga is tovább tanult, és utazott is, többek között Aleppóba és Damaszkuszba. Egy nap azután mestere, Seyyid Burhaneddin így szólt hozzá: „Tanulmányaid immár befejeződtek, tudásod óriási, hozzád senki sem hasonlítható sem az elvont, sem a gyakorlati tanokban. Most menj, és gazdagítsd az embereket!”

## Életműve
Mevlána tökéletesen ismerte az iszlám jogot, az iszlám hagyományokat, a Korán-magyarázatot, a perzsa, indiai és arab irodalmat, de tanult görögül és tanulmányozta a görög filozófusokat is. Fáradhatatlanul dolgozott: egyidejűleg tanított és prédikált a dzsámikban, gyakorlati tanácsokat osztogatott a hozzá fordulóknak. Tanítványainak, követőinek köre egyre szélesedett.
Szellemi termékenysége egyre több kötetet tett ki: írt átfűtött hangulatú verseket, filozófiai útmutatásokat.

### Mesnevi
Mevlána legnagyobb alkotása. Az elnevezés is arra utal, hogy a hat vaskos kötetben 5618 versszakot gyűjtött a klasszikus keleti költészeti formában, a mesneviben íródott, perzsa nyelven. Több kéziratos másolat készült róla, amelyek között apróbb eltérések fedezhetők fel. A műnek több török fordítása is van, és számos iskola létesült, ahol a Mesnevi tanulmányozása a fő tantárgy.

### Divani Kebir
Mevlána másik átfogó, nagy műve. Ez mintegy 40 000 versszakot tartalmaz, és bár nagy része perzsa nyelvű, vannak benne török és görög nyelvű versek is. Számos fordítása van, sőt legutóbb angol nyelvű válogatás is jelent meg belőle.

### Fihi-Mafih
Mevlána prózai műveit, előadásait, bölcs tanácsait tartalmazza ez a gyűjteményes kötete, amely szintén perzsa nyelven íródott.

### Mecalisi Seba
Mecalisi Seba című műve hét arab nyelvű szentbeszédet tartalmaz.

### Mektubat
Ez a mű nem más, mint levelezésének gyűjteménye. A 147 levél, amit Mevlána különböző szeldzsuk szultánokhoz, magas rangú állami tisztségviselőkhöz intézett különböző, igen értékes forrásanyag a történészek számára.
A feszített munka megviselte szervezetét és súlyosan megbetegedett. III. Giyaseddin Key-hüsrev szultán is ellátogatott Mevlána betegágyához, akit az udvar leghíresebb orvosai ápoltak. A nagy filozófus és tanító azonban 40 napos küzdelem után 1273. december 17-én örökre lehunyta szemét.
Mevlána mindig érezte népe szeretetét. Ez jutott kifejezésre abban a mondásában is, hogy
```
„…síromat ne a földön keressétek majd, sírom a tanult emberek szívében lesz."
```

## Mevlevi dervisrend
Mevlána halála után először leghűbb követőinek egyike, Hüsameddin Celebi, majd annak halála után Sultan Veled, Mevlána elsőszülött fia folytatta tovább a nagy művet. Megalakították Mevlana síremléke körül a Mevlevi dervisrend központját. A dervisrend hamarosan kiterjesztette hatását az egész országra, és számos városban alapítottak hasonló iskolákat, központokat. A konyai központ maradt közöttük mindvégig a legnagyobb, legjelentősebb.
A Mevlána leszármazottai évszázadokon keresztül fenntartották az iskola magas művészi, kulturális színvonalát. A köztársasági korszak beköszönte felszámolta a múlt számos egyéb intézményei mellett a dervisrendeket is. A konyai dervisközpont azóta emlékmúzeum: Konya: Mevlana Kolostor és Múzeum.

## Történetek Mevlana életéből
Dzsalál ad-Dín Rúmi és a családja először Konyában telepedett le. Később, harmincas éveiben, Rúmi Aleppóba és Damaszkuszba utazott felsőbb tanulmányait végezni.
Afláki mondta:
Volt egy férfi Bahá ad-Dín Valad követői között, úgy hívták, Qutb Ibrahim, akire Tabrízi egyik napon nagyon megharagudott, ettől süketté vált. Samsz aztán megsajnálta őt, és a kegyelme elérte a férfit, amitől meggyógyult a süketségéből. Egyik napon ez a követő a piacon találkozott Samszal. Erre alázatosan meghajolt neki és őszinte szívvel azt mondta:
"Ashadu an le ilehe illa Allah, wa ashadu anna Samszaddin raszul Allah!"
Amikor az emberek ezt meghallották, feldühödtek, és az egyik verni kezdte a követőt. Amikor Samsz ezt meglátta, üvöltött egyet, ennek hatására meghalt a támadó. Erre az emberek behódoltak neki, sírtak, és újra a szolgái lettek. Samsz megfogta Qutbaddin kezét, és kimentek a piacról, és azt mondta neki:
"Az én nevem az Mohammed. Azt kellett mondanod: Mohammed raszul Allah, mert az emberek nem ismernek olyan érmét, ami nincs lepecsételve."
(Manakib Al-Arifin: 2. kötet / 207. old.)
Életének első szakaszában jogtudósként tevékenykedett, a törvény szakértője volt, egyetemi professzor, számos diákkal. Vagyonos ember. 1244 őszén találkozott Samsz ad-Dín szúfista dervissel, és ez egész életét megváltoztatta.

### Samsz és Rúmi

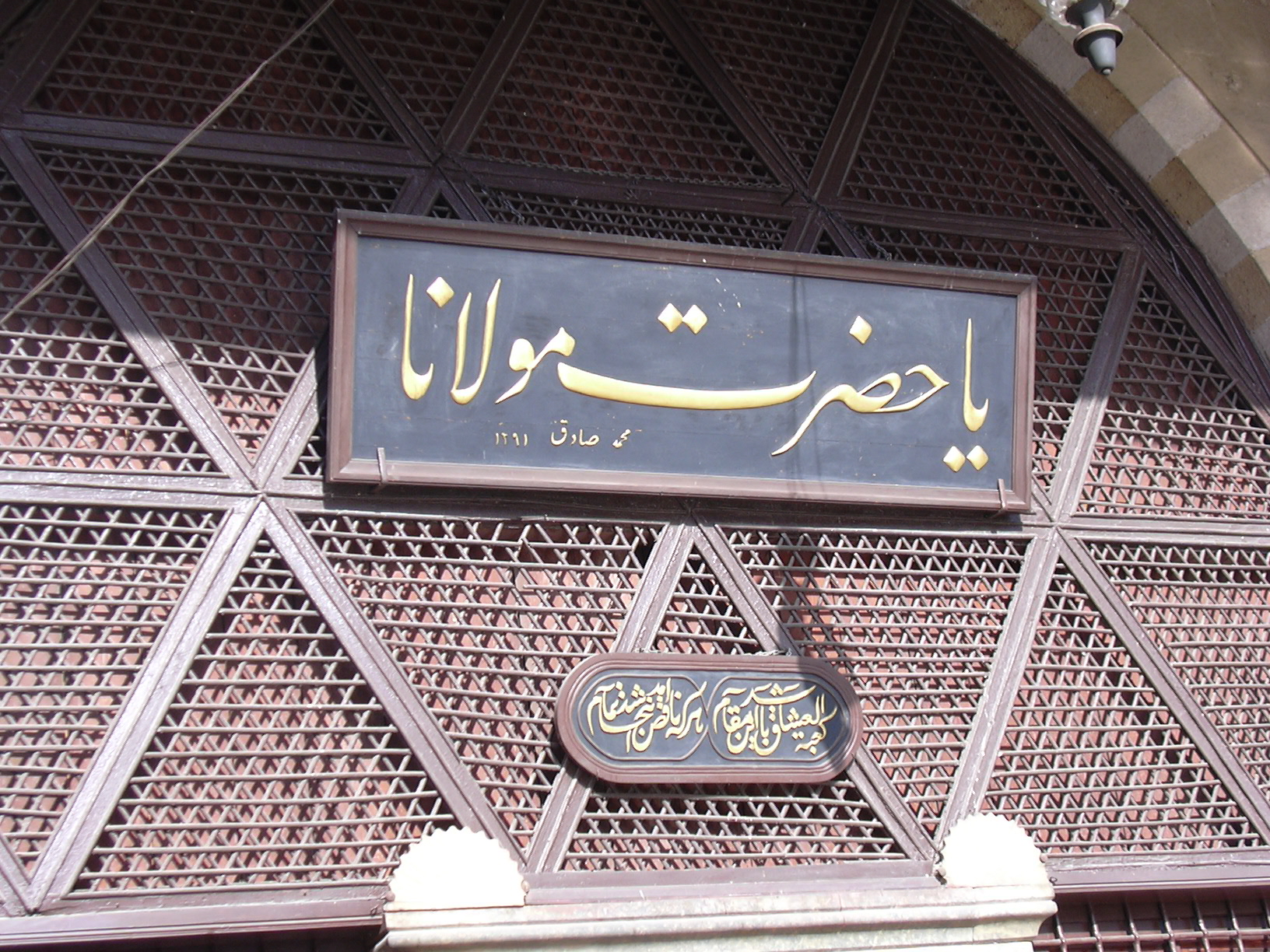
„Ó Dzsalál ad-Dín Rúmi” sírja bejáratánál perzsa kalligráfiával

A Samsszal való találkozás után lépett színre a valódi Rúmi. Mielőtt Samsszal találkozott volna, tudós volt, de a találkozás után szúfi és a Mindenható Allah imádója lett.
Afláki mondta:
Mowlána Samszeddin egyik nap azt mondta: „A követők három dologgal tudnak hozzánk közeledni: az első: a pénz, a második: al-Hál (spirituális állapot), a harmadik: al-ibtihál (hízelgés).” (Manakib Al-Arifin: 2. kötet / 202. old.)
Dzsalál egyik nap azt mondta: „A feltámadás napján, amikor a próféták és a szentek felsorakoznak, és a hívők csoportosulnak, megfogom majd Semszeddín kezét és elindulunk a Paradicsom felé, a kezünket lóbálva.” (Manakib Al-Arifin: 2. kötet / 261. old.)

### Tanító
Rúmi azt mondta: „Nincs a szeretethez fogható tanító!”
Nyers voltam, mondta arról az időszakról, amikor még egyszerűen csak tudós volt. De a következő állapotot, a Mindenható Allah imádójáét, szintén érett és tökéletes tudósként jellemzi.
Konya Szultánja egy napon, elküldött Dzsalálnak egy zacskó aranyat, erre Dzsalál feltett egy kérdést: "Ó társaim, mi a leghatalmasabb név?"
Mindenki meghunyászkodott és azt mondták: Erre a kérdésre az Urunk kegyeskedjen válaszolni. Akkor azt mondta: A leghatalmasabb név az arany és az ezüst, mert ezek elvezetnek az igazsághoz, és feldíszítik a hamisságot, és ha nem lennének, a világ nem épülne, és a túlvilág emberei sem lennének boldogok.
Utána megparancsolta, hogy osszák szét a követők között.
(Manakib Al-Arifin: 2. kötet / 378-379. old.)

## Oldalak Rúmíról
- Lásd még: Mevlana Múzeum

### Oldalak Dzselaleddin Rúmiról és az arab/iszlám kultúráról magyar nyelven

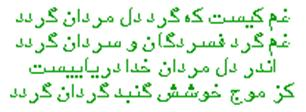
„Mi ez a szomorúság, amely / Keserű szívekre telepedett? / A szív, amelyben ott van Isten, óceán / Boldog hullámai fordítják a Földet.” (egy versrészlet)

- Britannica Hungarica 2005. DVD vers.
- Békési B. István: Törökország (p. 482-489) ISBN 963-243-150-2
- Germanus Gyula: Az arab irodalom története (p. 101-102.) Budapest Gondolat K. 1973. (ISBN nélkül)
- Goldziher Ignác: Az iszlám kultúrája Gondolat K. Budapest 1981. ISBN 963-280-607-7
- Oldal a szúfizmusról és a szúfikról
- Rúmi versei (Perzsa költők tára) – Terebess Ázsia E-Tár
- Merlin Nemzetközi Színház
- Maula Rumi, Simon Imre fordítás
- Maula Rumi, Simon Imre fordítás
- HelyzetEmber

## Magyarul
- Mint a felhő, mint a szél. Százharminchat rubá'í; vál., ford., jegyz., utószó Nagy Imola; Mentor, Marosvásárhely, 2003
- 47 versos sufi / 47 szúfi vers. Rumi, 1207–2007; ford. Rózsa-Flores Eduardo; Magyar a Magyarért Alapítvány–Kapu Könyvek, Budapest, 2007
- Cseppek a borból. Dzsalál-Ad-Dín Rúmi szenvedélyes versei kedveséhez, avagy Isten versei Istenhez, hogy Istenre ismerjen, kezdettelen ima a legbelső láng szűnhetetlen lobogásáért, avagy a gyönyörű és fájdalmas örök játék szólamai; ford., bev., utószó Kiss Anna; Ursus Libris, Budapest, 2018
- Rúmí aranykora. Válogatott költemények; vál., szerk., előszó Báger Gusztáv, ford. Tótfalusi István, Báger Gusztáv; Édesvíz, Budapest, 2019
- Rúmi örök jótanácsai; ford., tan. Bujtor László; Digi-Book, Budaörs, 2019
- Intelmek az uralkodóhoz; ford. Sárkány László Zoltán, Csóka F. Katalin; Szenzár, Budapest, 2021